# 田尾寺駅
田尾寺駅（たおじえき）は、兵庫県神戸市北区藤原台北町七丁目にある、神戸電鉄三田線の駅。駅番号はKB23。標高201m。

## 歴史
- 1928年（昭和3年）12月18日：神戸有馬電気鉄道の三田線開通と同時に開業[1]。
- 1947年（昭和22年）1月9日：三木電気鉄道との合併により、神有三木電気鉄道（現在の神戸電鉄）の駅となる。
- 1998年（平成10年）3月20日：岡場 - 田尾寺間が複線化され、併せて橋上駅舎化された[1]。

## 駅構造

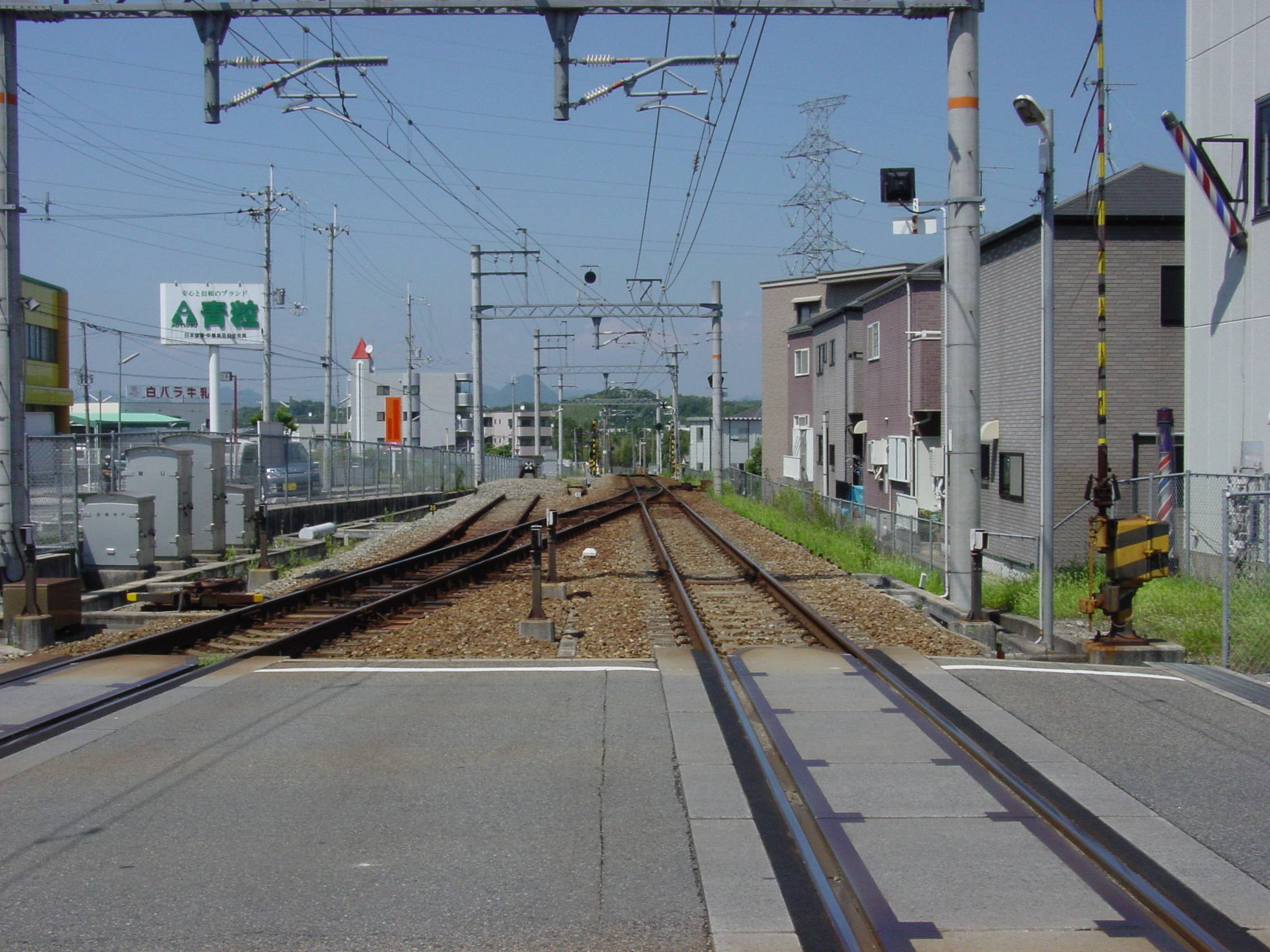
駅北側の安全側線は、複線化を見据えたものである。

島式1面2線のホームを持つ橋上駅。岡場駅から続いてきた複線は駅の北側で終わる（現在は安全側線となっている）。従って三田方面に向かう一部列車は対向列車と交換を行う。ホーム有効長は4両だが、ホーム延長用のスペースが確保されている。ホームには待合室がある。
沿線光ネットワークに接続された駅務遠隔システムが導入されており、センター駅から自動券売機、自動改札機、自動精算機、TVカメラ、インターホン、シャッターが遠隔操作される。そのため駅員巡回駅となっている。なお、以前は改札外に構内売店があった。またその跡地にはタルト、ケーキの店が出来たがそれも閉店している。

### のりば
| ホーム | 路線   | 方向 | 行先       |
| ------ | ------ | ---- | ---------- |
| 駅舎側 | 三田線 | 下り | 三田方面   |
| 反対側 | 三田線 | 上り | 新開地方面 |

- 神戸電鉄の各車両の方向幕には『田尾寺』の表示が入っているが、現在のところ当駅を始発・終着とする列車は設定されていない。

## ダイヤ
毎時4本が発車する。上り（有馬・神戸方面）に限り、朝には特快速も運行される。

## 利用状況
1日あたりの乗車人員 5,384人（2022年度）
近年の1日平均乗車人員は下表のとおりである。
| 年度               | 1日平均 乗車人員 |
| ------------------ | ---------------- |
| 2008年（平成20年） | 2,986            |
| 2009年（平成21年） | 3,003            |
| 2010年（平成22年） | 3,129            |
| 2011年（平成23年） | 3,219            |
| 2012年（平成24年） | 3,249            |
| 2013年（平成25年） | 3,266            |
| 2014年（平成26年） | 3,205            |
| 2015年（平成27年） | 3,175            |
| 2016年（平成28年） | 3,159            |
| 2017年（平成29年） | 3,142            |
| 2018年（平成30年） | 3,115            |
| 2019年（令和元年） | 3,055            |
| 2020年（令和02年） | 2,597            |
| 2021年（令和03年） | 2,607            |
| 2022年（令和04年） | 2,818            |

## 駅周辺

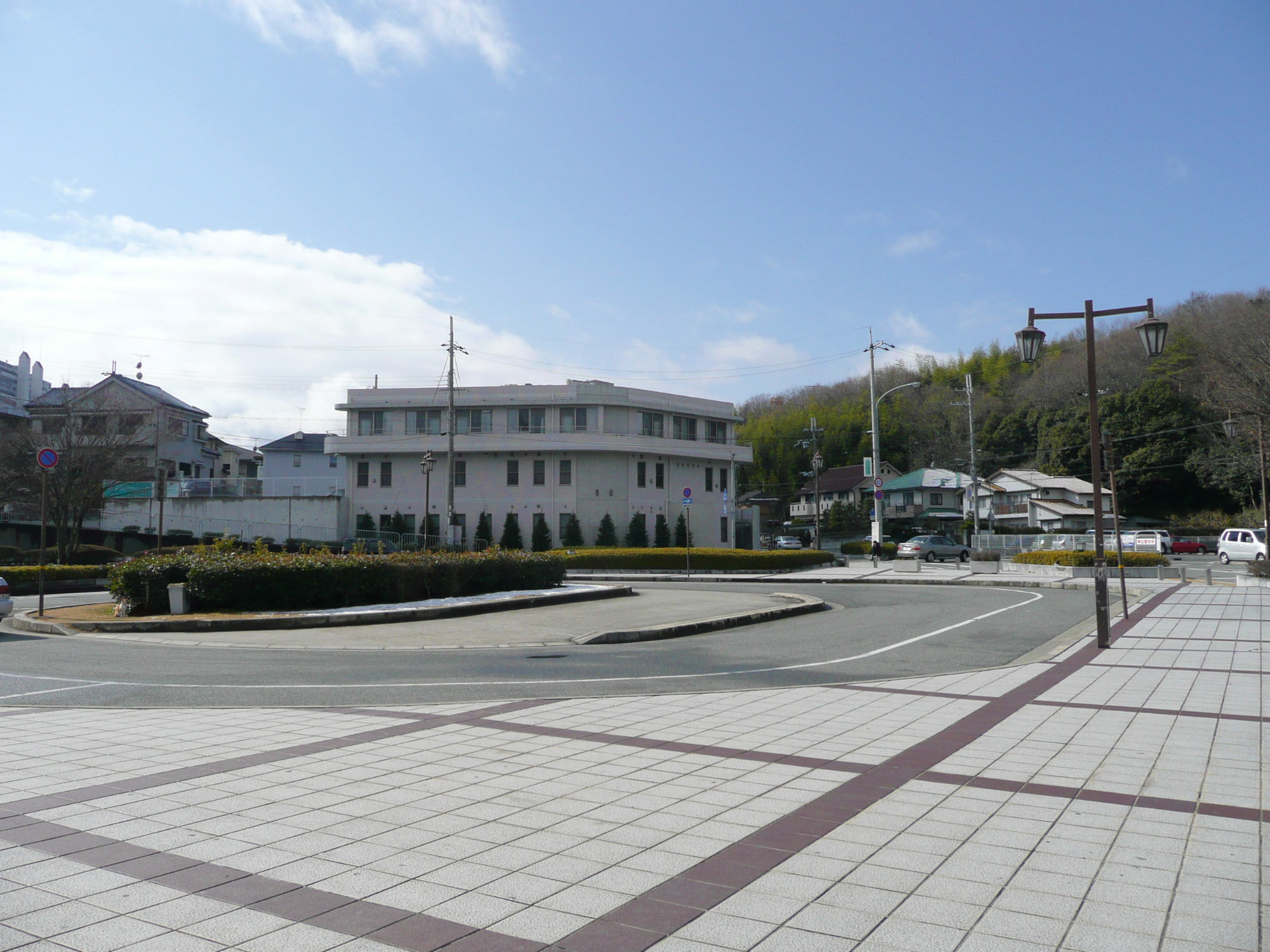
東口駅前

一帯は住宅地。所在地は神戸市だが西宮市との市境も近くそちらの住民も多数利用する。
- タクシー乗り場
- 有馬警察署[1]
- 有野郵便局
- 兵庫県道15号神戸三田線（有馬街道）[1]
- 兵庫県道82号大沢西宮線[1]
- 中国自動車道西宮北IC[1]
- 神戸リサーチパーク藤原台[1]
- 北神星和台
- 阪神流通センター[1] - 当駅が鉄道利用の場合の最寄り駅となる。
- ホームセンターコーナン藤原台店
- オートバックス北六甲店
- 青粒本社
- 東尾寺

## 隣の駅
神戸電鉄
■三田線
■特快速（新開地行のみ運転）・■急行・■準急・■普通
岡場駅 (KB22) - 田尾寺駅 (KB23) - 二郎駅 (KB24)